# Что сделала Кейт
«Что сделала Кейт» (англ. What Kate Did) — 34-й эпизод телесериала «Остаться в живых», и девятый во втором сезоне. Сценарий к эпизоду написали Стивен Маэда и Крэйг Райт, а режиссёром стал Пол Эдвардс. Премьера эпизода состоялась на канале ABC 30 ноября 2005 года. Центральный персонаж эпизода — Кейт Остин.

## Сюжет

### Воспоминания
Кейт Остин убивает своего отчима-алкоголика, Уэйна Дженссена, взорвав его дом. Кейт встречается со своей матерью, Дайан Остин. Кейт раскрывает, что она оформила страховой полис на имя Дайан. Позже Кейт пытается купить билет в Таллахасси, когда её арестовывает маршал США Эдвард Марс, рассказывая, что её мать сдала её полиции. По просёлочной дороге в дождливую ночь, Марс везёт закованную в наручники Кейт на её суд в Айове. Внезапно перед машиной проходит чёрная лошадь, что заставляет Марса врезаться в дерево. Когда Марс оказывается без сознания из-за открывшейся подушки безопасности водителя, Кейт хватает ключи от наручников и сбегает. Затем Кейт посещает призывной пункт армии США и встречается со своим отцом, сержант-майором Сэмом Остином. Когда Кейт приближается к его столу, по телевизору на заднем плане показывают арест Саида в аэропорту. Кейт рассказывает Сэму, что недавно узнала, что Уэйн был её биологическим отцом. Сэм рассказывает, что он знал об этом всё это время, но скрывал правду, потому что боялся, что Кейт убьёт Уэйна, если бы она узнала об этом. Он сообщает Кейт, что он должен позвонить властям, но соглашается дать ей фору в один час.

### На острове
В бункере Джек наблюдает за Сойером. Тем временем Кейт собирает фрукты в джунглях. Она оказывается потрясена, когда она видит чёрную лошадь, стоящую в подлеске. Она возвращается в бункер, чтобы позаботиться о Сойере и компьютере, чтобы Джек смог присутствовать на похоронах Шеннон. На похоронах Саид пытается сказать несколько слов, но ему удаётся лишь сказать, что он любил её, а затем уходит. В бункере Кейт говорит потерявшему сознание Сойеру, что она видела лошадь снаружи. Внезапно Сойер хватает её за шею и говорит: «Ты убила меня. За что ты убила меня?» Джек и Локк позже возвращаются в бункер и обнаруживают, что сигнализация ревёт, Сойер лежит на полу, а Кейт нигде не видно. В бункере Майкл спрашивает Локка о противовзрывной двери в потолке, которую, по его признанию, он не заметил. Джек выслеживает Кейт и пристаёт к ней за то, что она ушла из бункера. В последовавшем противостоянии Кейт неожиданно целует Джека, однако затем сразу же убегает. Локк показывает фильм «Инструктаж» от DHARMA Initiative Майклу и Эко, а затем объясняет, что он установил схему из двух человек каждые шесть часов, чтобы вводить код. Саид обнаруживает Кейт, сидящую на могиле Шеннон. Она извиняется за то, что пропустила похороны, и признаётся, что она считает, что она сходит с ума, на что Саид отвечает, что видел Уолта в джунглях как раз перед тем, как застрелили Шеннон, и спрашивает, делает ли это его сумасшедшим.
В бункере Майкл просит осмотреть оборудование, и Локк соглашается. Позже Эко отзывает Локка в сторону и, поведав ему историю о Иосии и книге, найденной во время правления Иосии, показывает опустошённую Библию, содержащую в себе небольшую катушку с плёнкой, которую выжившие из хвостовой части нашли на станции DHARMA «Стрела». Локк разворачивает часть катушки и узнаёт доктора Марвина Кэндла.
Вернувшись в бункер, Кейт, полагая, что призрак Уэйна каким-то образом овладел телом Сойера, вслух признаётся, что убила его, узнав, что он был её биологическим отцом. Ей было невыносимо сознавать, что человек, которого она ненавидит, всегда будет «частью её». После признания Кейт, Сойер приходит в себя и просыпается, и его комментарии раскрывают, что он слышал всю её речь. Она показывает Сойеру бункер, прежде чем вывести его наружу. Пока они разговаривают, снова появляется чёрная лошадь. Сойер говорит, что он тоже видит лошадь. Кейт приближается и гладит её, и через мгновение лошадь возвращается обратно в джунгли.
Эко и Локк вставляют плёнку из книги обратно в основную катушку плёнки. Они смотрят недостающую часть фильма, в которой доктор Кэндл расширяет своё предупреждение о том, что компьютер должен использоваться только для ввода кода. Он объясняет, что хотя изоляция «Лебедя» может побудить человека использовать компьютер для связи с внешним миром, такое действие может привести к новому «инциденту». Осматривая компьютерное оборудование, Майкл слышит странный писк компьютера. Появляется фраза «Привет?», похоже компьютер получает сообщения. Когда Майкла спрашивают, как его зовут, он печатает своё имя на экране, и появляется запоздалый ответ. Затем компьютер отвечает: «Папа?»

## Разработка
Хёрли прокомментировал, что он не ожидал, что муж Роуз будет белым, пока Джек быстро не сменил тему. Продюсеры сочли важным обратить внимание на то, что они являются межрасовой парой, и что Хёрли говорил то, о чём будут думать зрители. Колдуэлл согласилась с ними и подумала, что было бы странным, если бы к этой теме не обратились. Андерсон также был рад, что Хёрли поднял этот вопрос, и ему понравилось, что Джек не обратил никакого внимания.

## Реакция
Во время первого показа эпизод посмотрели 21,54 миллионов зрителей.
Крис Каработт оценил эпизод на 7,7 из 10. В другой статье для IGN 2014 года, Эрик Голдман поставил «Что сделала Кейт» на 90-е место из всех эпизодов «Остаться в живых». LA Times поставил этот эпизод на 85 место в списке лучших эпизодов сериала.